# Chorthippus yanyuanensis
Chorthippus yanyuanensis is een rechtvleugelig insect uit de familie veldsprinkhanen (Acrididae). De wetenschappelijke naam van deze soort is voor het eerst geldig gepubliceerd in 1982-1983 door Jin & Lin.